# Svarttjärnen (Nordmarks socken, Värmland, 665235-140632)
Svarttjärnen är en sjö i Filipstads kommun i Värmland och ingår i Göta älvs huvudavrinningsområde.